# Rega
Rega er en flod der løber i det nordvestlige Polen, med udløb i Østersøen. Den er landets 24. længste flod med en samlet længde på 188 km og et afvandingsområde på 2.767 km2.

## Byer
Følgende byer ligger langs Rega:
- Świdwin
- Łobez
- Resko
- Płoty
- Gryfice
- Trzebiatów
- Mrzeżyno

## Bifloder
Følgende floder er bifloder til Rega:
- Brzeźnicka Węgorza
- Gardominka
- Mołstowa

## Billeder
- Świdwin
- Łobez
- Resko
- Ploty
- Gryfice
- Trzebiatów
- Mrzeżyno - (Østersøen)